# 31 de agosto
El 31 de agosto es el 243.º (ducentésimo cuadragésimo tercer) día del año en el calendario gregoriano y el 244.º (ducentésimo cuadragésimo cuarto) en los años bisiestos. Quedan 122 días para finalizar el año.
El mes de agosto tenía 30 días hasta que César Augusto hizo que tuviera 31 días, como julio.

## Acontecimientos
- 1056: en Constantinopla, la emperatriz Teodora Porfirogeneta (75) muere repentinamente sin dejar heredero. Finaliza la Dinastía macedónica.
- 1158: en Castilla (actual España) comienza una guerra civil por los problemas sucesorios que se plantean tras la muerte de Sancho III.
- 1217: en Castilla, la reina Berenguela cede el trono a su hijo Fernando III.
- 1302: en la actual Italia, Fadrique II (rey de Sicilia) y Carlos II de Anjou (rey de Nápoles) firman la paz de Caltabellota.
- 1420: Un fuerte terremoto de 8,8 a 9,4 sacude Chile provocando un gran tsunami con olas de entre 18 y 24 metros que llegan hasta las costas de Hawái y Japón.
- 1451: en Inca (islas Baleares), la oligarquía ciudadana ―con el apoyo de mercenarios italianos―, derrota a los forans.
- 1808: en el marco de las Guerras Napoleónicas, luego de que tropas inglesas al mando de Wellington derrotaran a Jean-Andoche Junot, en la batalla de Vimeiro. Portugal (21 de agosto), se firma el Convenio de Sintra.
- 1811: en España, las Cortes de Cádiz crean la Cruz Laureada de San Fernando para premiar los actos de valor heroico en tiempos de guerra.
- 1813: en España ―en el marco de las Guerras napoleónicas― la ciudad de San Sebastián (España) es incendiada y destruida por las tropas anglo-portuguesas que venían a liberarla.
- 1813: en Irún (España) el Ejército español hace retroceder al francés en la batalla de San Marcial tras la ofensiva de las fuerzas aliadas del Duque de Wellington. Supuso el fin de la ocupación francesa en el País Vasco y Navarra.
- 1823: en la Bahía de Cádiz, las fuerzas francesas lideradas por Luis Antonio de Francia (duque de Angulema) se apoderan del fuerte de Trocadero en la Batalla de Trocadero.
- 1834: en Madrid se inaugura la Escuela Normal de Instrucción Primaria, para la formación de maestros nacionales.
- 1839: en Oñate (Guipúzcoa) el general isabelino Baldomero Espartero y el general carlista Rafael Maroto se abrazan ante sus ejércitos (Abrazo de Vergara), que pone fin a la primera guerra carlista (de las tres guerras carlistas del siglo XIX) o Guerra de los Siete Años (1833-1840).
- 1848: en Austria la Asamblea Constituyente, tras suprimir la dependencia de los campesinos de los señores, declara libres sus propiedades territoriales.
- 1848: Costa Rica se independiza de la República Federal de Centroamérica.
- 1864: en el marco de la Guerra civil de Estados Unidos, en la Campaña de Atlanta, los unionistas fuerzan al general William T. Sherman a lanzar el asalto a Atlanta (Batalla de Jonesborough)
- 1876: el sultán otomano Murat V es derrocado por su hermano Abd-ul-Hamid II.
- 1878: en Miskolc (Hungría) sucede una inundación. El río Sajó sube un metro por minuto, impidiendo el escape de la mayor parte de la población. Mueren ahogadas unas 500 personas. Ya había habido varias inundaciones graves en 1691, 1788, 1813, 1845 y 1853, pero esta fue la peor.[1]
- 1883: en Jujuy (Argentina), por ley provincial, se dispuso la fundación de un pueblo con el nombre de "Siberia Argentina", en el lugar conocido como Abra Pampa.
- 1886: en Charleston (Carolina del Sur), un terremoto mata a 100 personas.
- 1888: en Londres, Jack el Destripador asesina a su primera víctima, Mary Ann "Polly" Nichols.
- 1897: en los Estados Unidos, Thomas Edison patenta el kinetoscopio, el primer proyector de cine.
- 1901: en Guipúzcoa, la redacción del Correo de Guipúzcoa es asaltada por marinos de guerra.
- 1901: en Chile, Germán Riesco es proclamado presidente.
- 1905: astrónomos de toda Europa viajan a Burgos (España) para observar el eclipse total de Sol.
- 1907: el conde Aleksandr Izvolski y sir Arthur Nicolson firman la Entente anglo-rusa, cuyo resultado es la Triple Entente.
- 1909: en México mueren más de mil personas a causa de las catastróficas inundaciones.
- 1915: Alemania y Austria dividen Polonia en dos distritos: Varsovia para los alemanes, y Kielce para los austriacos.
- 1918: en Moscú, el cónsul británico Bruce Lockhart es detenido y acusado de conspirar contra el Gobierno soviético.
- 1919: en Hungría, el fracaso económico y la invasión de las tropas rumanas provoca la caída del dictador húngaro Bela Kun.
- 1920: en la Guerra polaco-soviética, empieza la Batalla de Komarów; el 1.º Ejército de Caballería al mando de Semión Budionni será derrotado por fuerzas polacas durante el asedio a Lvov.
- 1923: en Grecia, los italianos ocupan la isla de Corfú.
- 1925: en Algeciras ―en el marco de la guerra de Marruecos―, el general francés Philippe Petain y el español Miguel Primo de Rivera trazan un plan de acción conjunta contra Abd el-Krim.
- 1925: los marines estadounidenses abandonan Haití luego de diez años de ocupación.
- 1926: en Argentina se funda el Club Atlético Porvenir Talleres.
- 1927: Karl Wilhelm Reinmuth descubre el asteroide Amaryllis (1085).
- 1928: Turquía acuerda adoptar el alfabeto latino y abandonar el árabe.
- 1928: en Alemania comienza el «año normal» del Plan Dawes, durante el cual las obligaciones del Reich se incrementan hasta los 2500 millones de marcos.
- 1928: en Berlín se estrena la Ópera de los tres centavos de Bertolt Brecht, con música de Kurt Weill.
- 1928: en Berlín, la Exposición de Radio presenta el televisor de Dénes von Mihály, con una resolución de 30 líneas.
- 1929: en La Haya termina la conferencia sobre las reparaciones de guerra (de la Primera Guerra Mundial), con la adopción del Plan Young.
- 1931: en Coquimbo (Chile), los marinos de los buques de la Armada se amotinan, dando inicio a la Sublevación de la Escuadra.
- 1931: en China, las aguas del río Yangtsé inundan la mayor parte de la región de Kuang y provocan la muerte de 250 000 personas.
- 1931: en Sinaloa (México) se empieza a publicar el periódico semanario Voz del Norte, dirigido por Rodolfo Uranga.
- 1935: en Washington D. C. (Estados Unidos), el presidente Franklin D. Roosevelt promulga la primera Neutrality Act (‘Ley de Neutralidad’), que prohíbe al Gobierno apoyar o censurar a cualquier país que se encuentre en una situación beligerante.
- 1936: En el contexto de la guerra civil española, es fusilado en el Cementerio de la Almudena de Madrid Joaquín Milans del Bosch, el que fuera gobernador civil de Barcelona.
- 1936: el transatlántico británico Queen Mary consigue la victoria en la competición oficiosa de velocidad conocida como la Banda Azul.
- 1937: en Bolivia se crea el Consejo Nacional de Economía.
- 1939: en Alemania, los medios de comunicación nazis afirman que soldados polacos atacan la estación de radio en Gleiwitz. Eso da la excusa a Adolf Hitler para invadir Polonia el siguiente día, lo que dará inicio a la Segunda Guerra Mundial.
- 1941: Segunda Guerra Mundial: las fuerzas paramilitares serbias (chetniks) derrotan a los alemanes en la batalla de Loznica.
- 1942: En Ternópil (Ucrania), una brigada de las SS organiza la primera deportación de judíos del gueto de Ternópil al campo de exterminio de Belzec.
- 1944: en Rumania, tropas soviéticas entran en la capital, Bucarest, y, sin librar combate, el Tercer Reich pierde a su aliado más valioso que había tenido desde el inicio de la II Guerra Mundial.
- 1944: en México se funda el Club León, siete veces campeón y primer campeonísimo del fútbol profesional de ese país.
- 1945: en Australia, Robert Menzies funda el Partido Liberal de Australia.
- 1947: en Hungría, los comunistas vencen en las elecciones.
- 1948: en los Estados Unidos, el actor Robert Mitchum (1917-1997) es arrestado por posesión de marihuana (Cánnabis índica), y será condenado a 60 días de prisión.
- 1950: en México se inaugura XHTV Canal 4 (hoy N+FORO), lo que significa el inicio formal de la televisión mexicana, de habla hispana y de Latinoamérica.
- 1951: la empresa alemana Deutsche Grammophon presenta el primer LP (del inglés long play), disco de vinilo de larga duración.
- 1953: en Santander (España) se inaugura el aeropuerto.
- 1954: en Mao (República Dominicana) se registra la temperatura más alta en la Historia de ese país: 43 °C (109,4 °F).
- 1955: en la Plaza de Mayo (Buenos Aires), el presidente constitucional Juan Domingo Perón pronuncia su último discurso previo al sangriento golpe de Estado y exilio.
- 1957: Malasia se independiza de Reino Unido.
- 1957: en el área de pruebas atómicas de Nevada (a unos 100 km al noroeste de la ciudad de Las Vegas), a las 4:30 (hora local), Estados Unidos detona a 210 m bajo tierra su bomba atómica Smokey, de 44 kilotones. Es la bomba n.º 107 de las 1129 que Estados Unidos detonó entre 1945 y 1992.
- 1961: España retira sus últimas tropas de Marruecos.
- 1962: Trinidad y Tobago se independiza de Reino Unido.
- 1964: En Venezuela, la raza canina Mucuchíes es declarada por decreto el Perro Nacional de este país.
- 1967: en el área de pruebas atómicas de Nevada (a unos 100 km al noroeste de la ciudad de Las Vegas), a las 80:30 (hora local), Estados Unidos detona a 436 m bajo tierra su bomba atómica Door Mist, de 20 kilotones. Es la bomba n.º 518 de las 1129 que Estados Unidos detonó entre 1945 y 1992.
- 1967: Argentina y Chile resuelven suspender toda actividad pesquera al este del meridiano 68-36, en el canal de Beagle.
- 1970: en Perú, el presidente Velasco Alvarado nacionaliza los principales bancos.
- 1971: las tropas survietnamitas se retiran de Camboya.
- 1971: los presidentes Misael Pastrana (de Colombia) y Salvador Allende (de Chile), suscriben una declaración conjunta en la que se afirma el respeto a la diversidad ideológica.
- 1975: El Salvador viola el alto el fuego pactado con Honduras, tras el acuerdo firmado en Guatemala.
- 1978: en el área de pruebas atómicas de Nevada (a unos 100 km al noroeste de la ciudad de Las Vegas), a las 6:00 (hora local), Estados Unidos detona a 681 m bajo tierra su bomba atómica Panir, de 8 kilotones. Es la bomba n.º 913 de las 1129 que Estados Unidos detonó entre 1945 y 1992.
- 1979: la acción conjunta de los huracanes David y Frederic causa una catástrofe sin precedentes en la zona del Caribe.
- 1981: en España, Francisco Fernández Ordóñez dimite como ministro de Justicia.
- 1985: en Francia, cerca de Argenton-sur-Creuse mueren 46 personas al descarrilar un tren.
- 1986: en la ciudad estadounidense de Cerritos (Los Ángeles), un avión Douglas DC-9 (de la empresa Aeroméxico) choca en el aire con un Piper Cherokee. Mueren 82 personas.
- 1986: en el Mar Negro, el barco de pasajeros soviético Admiral Nakhimov se hunde después de colisionar con el carguero Pyotr Vasev. Mueren 423 de las 1.234 personas a bordo.
- 1987: en los Estados Unidos, el cantante Michael Jackson lanza Bad, su tercer disco, y se convierte en el primer y único artista en haber tenido 5 sencillos en el número uno de la lista Billboard.
- 1988: México y toda Hispanoamérica. Juan Gabriel se presenta en el programa "Mala Noche No" conducido por Veronica Castro, durante casi siete horas de trasmisión en vivo (22:30 a 7:20), se le ha llamado "La Noche que México no durmió"
- 1989: Libia y Chad firman un acuerdo sobre la franja de Auzu, lo que pone fin a más de 15 años de litigio fronterizo entre ambos países.
- 1990: la República Federal de Alemania (de tendencia neoliberal) y la República Democrática Alemana (de tendencia socialista) firman el Acuerdo para la reunificación de Alemania.
- 1991: Kirguistán y Uzbekistán se independizan de la Unión Soviética.
- 1992: en la República del Congo, Pascal Lissouba es nombrado presidente.
- 1993: tras más de 50 años de ocupación, los últimos soldados rusos abandonan Lituania.
- 1994: en Irlanda, el IRA Provisional declara el alto el fuego.[2]
- 1994: en el estadio Morumbí (São Paulo), el Club Atlético Vélez Sarsfield (de Argentina) se consagra campeón de la Copa Libertadores de América al vencer por penales al São Paulo Futebol Clube (de Brasil).
- 1996: en Jasaviurt (Daguestán) se firma el acuerdo de paz tras 20 meses de guerra en Chechenia
- 1997: en París (Francia), Diana Spencer (Lady DI), princesa de Gales, muere en un accidente de coche.
- 1997: delegados de más de cien países se reúnen en Oslo en una conferencia internacional sobre la prohibición de las minas antipersona.
- 1998: Corea del Norte lanza el Kwangmyongsong, su primer satélite.
- 1998: la crisis rusa provoca el hundimiento de la bolsa de Nueva York, que tras una hora de vertiginosa caída pierde al cierre 512,61 puntos.
- 1999: se estrella un Boeing 737-200 en el Aeroparque Jorge Newbery de Buenos Aires, muriendo sesenta y cinco personas.
- 2000: se desploma el valor del euro tras la elevación de los tipos de interés por parte del Banco Central Europeo.
- 2001: al menos 44 personas mueren y varias decenas resultan heridas como consecuencia de una fuerte explosión registrada en una zona de ocio del centro de Tokio.
- 2001: en España, la Dirección General de Farmacia decreta la inmovilización cautelar de un dializador comercializado por la multinacional Baxter, después de la muerte de doce pacientes sometidos a hemodiálisis en Valencia, Madrid y Barcelona.
- 2003: en Bagdad (Irak), cientos de miles de chiíes asisten al funeral de su líder religioso, Mohammad Baquer al Hakim.
- 2003: Países Bajos se convierte en el primer país del mundo que distribuye hachís (un derivado de la marihuana) en farmacias con fines terapéuticos.
- 2004: un grupo armado iraquí asesina a doce nepalíes que mantenía secuestrados, y muestra un vídeo de la matanza en Internet.
- 2004: en la ciudad de Beerseva (Israel), dos terroristas hacen estallar bombas en sendos autobuses; mueren 16 personas, y otras 84 resultan heridas.
- 2005: en Bagdad sucede la estampida sobre el puente Al-Ayma.
- 2005: en Bogotá cesan las transmisiones de Superestación en el dial 88.9 del FM, siendo reemplazado un mes después por Radio Uno de RCN Radio.
- 2006: El grito y La Madonna de Edvard Munch ―que habían sido robados el 22 de agosto de 2004― son recuperados por la policía noruega después de una redada.
- 2006: termina el plazo para que Irán comunique su decisión acerca de la propuesta de la comunidad internacional acerca de su programa de enriquecimiento de uranio.
- 2007: lanzamiento del banco de voz del programa VOCALOID Hatsune Miku.
- 2009: Se funda el Cártel de Jalisco Nueva Generación
- 2012: en España, entra en vigor el Real Decreto-ley 24/2012 de Reestructuración y Resolución de Entidades de Crédito, que regula el conocido popularmente como banco malo.
- 2012: en Lahore (Pakistán), el vuelo 653 de Pakistan International Airlines se sale de pista mientras aterrizaba en el aeropuerto de Lahore.
- 2015: en Zaragoza (España), explotan las instalaciones de la Pirotecnia Zaragozana, una de las empresas más importantes de Europa en el sector. Deja 6 fallecidos, y 6 heridos de gravedad.
- 2016: en Brasil, luego de un proceso de destitución, finalmente es destituida Dilma Rousseff, asumiendo la presidencia del país el vicepresidente Michel Temer.
- 2018: En Donetsk (Ucrania), Aleksandr Zajárchenko, líder de la autoproclamada República Popular de Donetsk, muere por una explosión en una cafetería
- 2020: La revista científica PNAS publica que el perro cantor de Nueva Guinea no está extinguido, como se creía, según dicen científicos, y el hallazgo servirá para estudiar los trastornos vocales humanos.
- 2022: En Argentina, un hombre apuntó y gatilló al rostro de la Vicepresidenta, Cristina Fernández de Kirchner,  en un intento de magnicidio.[3] El disparo no salió y el hombre fue detenido inmediatamente por la Policía.[4]

## Nacimientos
- 12: Calígula, emperador romano (f. 41).
- 161: Cómodo, emperador romano (f. 192).
- 1529: Bernardo Davanzati, economista italiano (f. 1606).
- 1569: Yajanguir, emperador mogol indio (f. 1627).
- 1602: Amalia de Solms-Braunfels, aristócrata alemana, princesa consorte de Orange (f. 1675).
- 1663: Guillaume Amontons, físico e inventor francés (f. 1705).
- 1686: Carlos de Berry, aristócrata francés (f. 1714).
- 1749: Aleksandr Radíshchev, escritor ruso (f. 1802).
- 1786: Michel Eugène Chevreul, químico francés (f. 1889).
- 1797: Ramón Castilla, militar y político peruano, presidente del Perú (f. 1867).
- 1798: Georg Friedrich Puchta, jurista alemán (f. 1846).
- 1821: Hermann von Helmholtz, físico alemán (f. 1894).
- 1834: Amilcare Ponchielli, compositor italiano (f. 1886).
- 1843: Georg von Hertling, canciller alemán (f. 1919).
- 1850: Federico Villarreal, matemático, ingeniero, físico y políglota peruano (f. 1923).
- 1866: Elizabeth von Arnim, escritora británica (f. 1941).
- 1869: Juan Torrendell escritor español (f. 1937)
- 1870: María Montessori, educadora italiana (f. 1952).
- 1874: Juan Rof Codina, veterinario español (f. 1967).
- 1874: Edward Thorndike, psicólogo estadounidense (f. 1949).
- 1878: Frank Jarvis, atleta estadounidense (f. 1933).
- 1879: Alma Mahler, compositora austriaca (f. 1964).
- 1879: Yoshihito, 123.º emperador japonés (f. 1926).
- 1879: Isidro Ayora, político ecuatoriano (f. 1978).
- 1880: José Riquelme y López-Bago, militar español (f. 1972).
- 1880: Guillermina I, reina neerlandesa (f. 1962).
- 1883: Ramón Fonst, esgrimista cubano (f. 1959).
- 1887: Zenobia Camprubí, escritora, traductora y lingüista, pionera en el feminismo español (f.1956).
- 1888: Ramón de Basterra, escritor español (f. 1928).
- 1895: José Puche Álvarez, médico español (f. 1979).
- 1895: Joseph Schillinger, compositor y teórico ruso-ucraniano (f. 1943).
- 1897: Fredric March, actor estadounidense (f. 1975).
- 1897: Silverio Izaguirre, futbolista español (f. 1935).
- 1899: Ramón Muttis, futbolista argentino (f. 1992).
- 1905: Julio Meinvielle, sacerdote argentino (f. 1973).
- 1906: Raymond Sommer, piloto de automovilismo francés (f. 1950).
- 1907: Ramón Magsaysay, presidente filipino (f. 1957).
- 1908: Ricardo Gullón, escritor y ensayista español (f. 1991).
- 1908: William Saroyan, novelista estadounidense (f. 1981).
- 1910: Raoul Ubac, artista belga (f. 1985).
- 1911: Arsenio Rodríguez (Arsenio Travieso Scull), músico cubano considerado uno de los arquitectos del son habanizado, el mambo y la salsa (f. 1970).
- 1911: Paul Nobuo Tatsuguchi, médico militar japonés (f. 1943).
- 1911: Ramón Vinay, cantante de ópera chileno (f. 1996).
- 1913: Ambrós, historietista español (f. 1992).
- 1914: Franz Rosenthal, orientalista alemán (f. 2003).
- 1914: Ramón Silva Ullóa, contador y político chileno (f.2004).
- 1916: Ramón Salas Larrazábal, historiador español (f. 1993).
- 1918: Ana María González, cantante y actriz mexicana (f. 1983).
- 1918: Alan Jay Lerner libretista, letrista y guionista estadounidense (f. 1986).
- 1920: Gustavo Adolfo Palma, cantante guatemalteco (f. 2009).
- 1923: José Luis García Rúa, filósofo anarcosindicalista español (f. 2017).
- 1925: Maurice Pialat, cineasta francés (f. 2003).
- 1928: James Coburn, actor estadounidense (f. 2002).
- 1928: Miguel Ors, periodista español (f. 2020).
- 1929: León Londoño Tamayo, empresario y dirigente deportivo colombiano, presidente de la Federación Colombiana de Fútbol (f. 2012)
- 1929: Julio Ramón Ribeyro, escritor peruano (f. 1994)
- 1933: Susy Leiva, cantante de tangos argentina (f. 1966).
- 1934: Susana Campos, actriz argentina (f. 2004).
- 1935: Eldridge Cleaver, escritor y activista estadounidense (f. 1998).
- 1935: Frank Robinson, beisbolista estadounidense (f. 2019).
- 1936: Fernando Abril Martorell, político español (f. 1998).
- 1938: Alberto Cormillot, médico argentino.
- 1942: Pedro Solbes Mira, político español (f. 2023)
- 1942: George Kuchar cineasta estadounidense.
- 1945: Van Morrison, cantante y compositor irlandés.
- 1945: Itzhak Perlman, violinista israelí.
- 1947: Mariano Venancio, actor español.
- 1948: Harald Ertl, piloto de pruebas austriaco (f. 1982).
- 1948: Rudolf Schenker, guitarrista alemán, de la banda Scorpions.
- 1949: Richard Gere, actor estadounidense.
- 1949: H. David Politzer, físico estadounidense, premio Nobel de Física en 2004.
- 1951: Rebeca González, actriz venezolana (f. 2019).
- 1953: Miguel Ángel Guerra, piloto de automovilismo argentino.
- 1954: Caroline "Tula" Cossey, actriz y modelo inglesa, primera mujer transgénero en posar para Playboy y en ser chica Bond.
- 1954: Omar Jesús Castillo, aviador y héroe nacional argentino, muerto en combate (f. 1982).
- 1955: Edwin Moses, atleta estadounidense.
- 1956: Tsai Ing-wen, política y abogada taiwanesa. Presidenta de la República de China (Taiwán) entre 2016 y 2024.
- 1958: Serge Blanco, jugador de rugby francés.
- 1958: Julie Brown, actriz estadounidense.
- 1959: El Drogas, músico español, de la banda Barricada.
- 1960: Hasan Nasrallah, lérigo libanés y líder paramilitar de Hezbolá (f. 2024).
- 1963: Reb Beach, guitarrista estadounidense, de las bandas Winger y Whitesnake.
- 1964: Ramón Arellano Félix, narcotraficante mexicano (f. 2002).
- 1965: Terelu Campos, periodista española.
- 1965: Álvaro García, poeta español.
- 1965: Pablo Motos, presentador de televisión, locutor de radio y humorista español.
- 1966: Luboslav Penev, futbolista búlgaro.
- 1966: Marcos Winter, actor brasileño.
- 1967: Boris Quercia, actor, director y guionista chileno.
- 1968: Jorge Amaro, músico, productor y compositor mexicano.
- 1969: Fabián Corrales, cantautor colombiano de música vallenata.
- 1970: Leo García, cantante argentino.
- 1970: Deborah Gibson, cantante estadounidense.
- 1970: Rania de Jordania, reina jordana.
- 1971: Silvio Carrario, futbolista argentino.
- 1971: Alicia Villarreal, cantante, compositora y actriz mexicana.
- 1971: Chris Tucker, actor y humorista estadounidense.
- 1973: Gustavo Cañizares, futbolista español.
- 1974: Andrei Medvedev, tenista ucraniano.
- 1975: Sara Ramírez, actriz estadounidense.
- 1976: Romain Larrieu, futbolista francés.
- 1976: Roque Júnior, futbolista brasileño.
- 1977: Jeff Hardy, luchador profesional estadounidense.
- 1977: Craig Nicholls, músico australiano, de la banda The Vines.
- 1977: Luca Fusco, futbolista italiano.
- 1978: Philippe Christanval, futbolista francés.
- 1979: Noelia, cantante puertorriqueña.
- 1979: César Ritter, actor peruano.
- 1979: Mickie James, luchadora profesional estadounidense.
- 1979: Peter Luczak, tenista australiano.
- 1979: Hiroyuki Ishida, futbolista japonés.
- 1980: Joe Budden, rapero estadounidense.
- 1980: Flex, cantante panameño.
- 1981: Florentino Primera, cantante venezolano.
- 1981: Lars Jungnickel, futbolista alemán.
- 1982: Pepe Reina, futbolista español.
- 1982: Chris Duhon, jugador de baloncesto estadounidense.
- 1982: Oscar Ahumada, futbolista argentino.
- 1982: Patrick Nuo, compositor, cantante y modelo suizo.
- 1982: Łukasz Mierzejewski, futbolista polaco.
- 1983: Milan Biševac, futbolista serbio.
- 1984: Ted Ligety, esquiador estadounidense.
- 1984: Matti Breschel, ciclista danés.
- 1984: Efraín Ruales, actor, modelo y músico ecuatoriano (f. 2021).
- 1985: Mohamed bin Salmán, príncipe heredero sustituto y ministro de Defensa de Arabia Saudita.
- 1985: Benjamin Behrla, yudoca alemán.
- 1985: Esmeralda Moya, actriz y modelo española.
- 1986: Manon Melis, futbolista neerlandesa.
- 1986: Vicente Pascual Collado, futbolista español.
- 1986: Johnny Wactor, actor de cine y televisión estadounidense (f. 2024).
- 1987: Xavier Annunziata, futbolista español.
- 1988: David Ospina, futbolista colombiano.
- 1988: Pedro Tiba, futbolista portugués.
- 1988: Julio Ruiz, futbolista panameño.
- 1988: Jefferson Lopes, futbolista brasileño.
- 1988: Vicente Gómez Umpiérrez, futbolista español.
- 1989: Stipe Plazibat, futbolista croata.
- 1989: Landry Allbright, actriz de cine y televisión estadounidense.
- 1990: Félix Ramón Melgarejo, futbolista paraguayo.
- 1991: Jakub Słowik futbolista polaco.
- 1992: Nicolás Tagliafico, futbolista argentino.
- 1992: Hayato Mine, futbolista japonés.
- 1993: Pablo Marí Villar, futbolista español.
- 1993: Jairo Henríquez, futbolista salvadoreño.
- 1995: Tim Kleindienst, futbolista alemán.
- 1997: Maximilian Göppel, futbolista liechtensteiniano.
- 1997: Arkadiusz Moryto, balonmanista polaco.
- 1997: Brandon Childress, baloncestista estadounidense.
- 1997: Avalon Wasteneys, remera canadiense.
- 1997: Rebeca Bernal, futbolista mexicana.
- 1997: Dika Mem, balonmanista francés.
- 1997: Gustavo Capdeville, balonmanista portugués.
- 1997: Elvar Örn Jónsson, balonmanista islandés.
- 1997: Leem Lubany, actriz israelí.
- 1997: Matthew Soukup, saltador de esquí canadiense.
- 1997: Sergey Gorpishin, balonmanista ruso.
- 1998: Jaylen Barron, actriz estadounidense.
- 1998: Jacob Moverare, jugador de hockey sobre hielo sueco.
- 1999: Marian Chobot, futbolista eslovaco.
- 1999: Adrian Pereira, futbolista noruego.
- 1999: Symone Mason, atleta estadounidense.
- 2000: Albion Rrahmani, futbolista kosovar.
- 2001: Faisal Al-Ghamdi, futbolista saudí.
- 2004: Jang Won-young, idol surcoreana.
- 2017: Gabriel, príncipe de Suecia.

## Fallecimientos
- 1057: Teodora Porfirogeneta, emperatriz bizantina (n. 981).
- 1158: Sancho III de Castilla, rey de Castilla (n. 1133/1134).
- 1234: Go-Horikawa, emperador japonés (n. 1212).
- 1240: Ramón Nonato, santo español (n. 1204).
- 1250: Dominguito del Val, niño zaragozano asesinado, descanonizado en 1969 (n. 1243).
- 1422: Enrique V de Inglaterra (n. 1387).
- 1654: Olaus Wormius, físico danés (n. 1588).
- 1688: John Bunyan, escritor británico (n. 1628).
- 1724: Luis I, rey español (n. 1707).
- 1795: François-André Danican Philidor, ajedrecista y compositor francés (n. 1726).
- 1816: José Joaquín Camacho, abogado, periodista y profesor colombiano (n. 1766).
- 1840: Pedro María de Alcántara Salvadores, militar y periodista argentino (n. 1802).
- 1864: Ferdinand Lassalle, abogado y político socialista alemán (n. 1825).
- 1867: Charles Baudelaire, poeta francés (n. 1821).
- 1902: Mathilde Wesendonck, poetisa alemana (n. 1828).
- 1905: Francesco Tamagno, tenor italiano (n. 1850).
- 1920: Wilhelm Wundt, psicólogo alemán (n. 1832).
- 1941: Marina Tsvetáyeva, poetisa soviética (n. 1892).
- 1943: Nina Sosnina, partisana soviética y Heroína de la Unión Soviética (n. 1923).
- 1950: Beato Pere Tarrés Claret, sacerdote y médico catalán (n. 1905)
- 1951: Luis Dellepiane Mastache médico y político argentino, miembro de FORJA.
- 1952: Belisario de Jesús García, militar, músico y compositor mexicano (n. 1892)
- 1963: Georges Braque, pintor y escultor francés (n. 1882).
- 1965: Pedro Laxalt, actor argentino (n. 1900).
- 1967: Juan Vitalio Acuña Núñez, campesino y guerrillero cubano; asesinado en Bolivia (n. 1925).
- 1967: Tania Bunke, guerrillera y folclorista argentina; asesinada en Bolivia (n. 1937).
- 1967: Iliá Ehrenburg, escritor y periodista soviético de familia judía (n. 1891).
- 1969: Rocky Marciano, boxeador estadounidense (n. 1923).
- 1971: Louis Armand, ingeniero y alto funcionario francés (n. 1905).
- 1973: John Ford, cineasta estadounidense (n. 1894).
- 1975: Pierre Blaise, actor de cine francés (n. 1955).
- 1979: Alberto Martín-Artajo Álvarez, político español (n. 1905).
- 1979: Sally Rand, actriz y bailarina estadounidense (n. 1904).
- 1985: Luis Arturo Gardeweg Villegas, político chileno (n. 1897).
- 1985: Frank Macfarlane Burnet, biólogo australiano (n. 1899).
- 1985. Borís Kovzan, piloto de combate soviético (n. 1922).
- 1986: Jorge Alessandri, político chileno, presidente entre 1958 y 1964 (n. 1896).
- 1986: Urho Kekkonen, presidente finlandés (n. 1900).
- 1986: Henry Moore, escultor británico (n. 1898).
- 1992: Florencio Escardó, médico argentino (n. 1904).
- 1992: Wolfgang Güllich, escalador alemán (n. 1960).
- 1994: Lucila Palacios, escritora venezolana (n. 1902).
- 1997: Dodi Al-Fayed, empresario egipcio (n. 1955).
- 1997: Diana de Gales, aristócrata británica, filántropa y Princesa consorte de Gales; (n. 1961).
- 1997: Guillermo Brizuela Méndez, locutor y presentador de televisión argentino (n. 1922).
- 1999: Irina Yanina, enfermera rusa, sargento médico y Héroe de la Federación de Rusia (n. 1966)
- 2002: Lionel Hampton, músico estadounidense de jazz (n. 1908).
- 2002: Martin Kamen, científico estadounidense, descubridor del carbono 14 (n. 1913)
- 2002: George Porter, químico británico (n. 1920).
- 2004: Aldo Bigatti, actor argentino (n. 1918).
- 2005: Eladia Blázquez, cantante y compositora argentina (n. 1931).
- 2005: Joseph Rotblat, físico polaco-británico (n. 1908).
- 2005: Nina Ulianenko, aviadora militar soviética y Heroína de la Unión Soviética (n. 1923)
- 2009: Barry Flanagan, escultor británico (n. 1941).
- 2010: Laurent Fignon, ciclista francés (n. 1960).[5]
- 2010: Mauricio Peña Almada, futbolista mexicano (n. 1959).[6]
- 2012: Serguéi Sokolov, militar ruso (n. 1911).
- 2012: Norbert Walter, economista alemán (n. 1944).
- 2012: Aleksandr Yefímov, aviador militar soviético (n. 1923).
- 2014: Jimi Jamison, cantante estadounidense  (n. 1951).
- 2014: Jonathan Williams, piloto de automovilismo británico (n. 1942).
- 2018: Alexandr Zajárchenko, militar y político ucraniano (n. 1976).
- 2019: Anthoine Hubert, piloto de automovilismo francés (n. 1996).
- 2020: Pranab Mukherjee, político indio, presidente de la India entre 2012 y 2017 (n. 1935).
- 2023: Silvina Luna, actriz, modelo y presentadora de televisión argentina (n. 1980).
- 2024: Jorge Enrique Botero, periodista, escritor, documentalista y corresponsal de guerra colombiano. (n. 1956).
- 2024: Souleymane Bamba, futbolista y entrenador marfileño (n. 1985).
- 2024: Obi Ndefo, actor estadounidense de ascendencia nigeriana (n. 1972).

## Celebraciones
- Día Internacional de Concienciación sobre la Sobredosis[7]
- Día Internacional de la Solidaridad[8]
- Día Internacional de los Afrodescendientes[9]
- Día del Idioma Rumano (en inglés: Romanian Language Day)
  -  Rumania y  Moldavia
- Día Internacional de la Obstetricia y la Embarazada[10]

 Por países
(Por orden alfabético)
- Argentina:
  -  Armada Argentina: Día de la Fragata Presidente Sarmiento.[11]Por Ley n.º 24.966, sancionada el 20 de mayo de 1998, se instituyó el 31 de agosto como “Día de la Fragata Presidente Sarmiento”, en conmemoración a la fecha del año 1897 en que fue botado su casco y bautizada con ese nombre.

- El Salvador:
  - Día del Trabajador Automotriz.[12]
  - Día del Auditor.
  - Celebración de las Bolas de Fuego en Nejapa.

- Kirguistán:
  - Día de la Independencia. Celebra la independencia de Kirguistán de la Unión Soviética en 1991.

- Malasia:
  - Día de la Independencia.[13]Celebra la independencia de Malasia del Reino Unido en 1957.
  -  Día de Sabah, es un día de autogobierno que se celebra el 31 de agosto de cada año en el estado de Sabah en Malasia. Desde 2012, la festividad ha sido ampliamente recibida por el gobierno del estado de y los ciudadanos de Sabah, ya que Hari Merdeka no era el día de celebración adecuado para el estado.
(en inglés: Sabah Day).

- Polonia:
  - Día de la Solidaridad y la Libertad.
(en inglés: Day of Solidarity and Freedom).

- Trinidad y Tobago:
  - Día de la Independencia.[14]Celebra la independencia de Trinidad y Tobago del Reino Unido en 1962.

### Santoral católico
- San Aidan.
- San Dominguito de Val.
- San José de Arimatea y San Nicodemo, discípulos del Señor.
- San Ramón Nonato.
- San Paulino de Tréveris.
- San Wala.